# 깡패와 소녀
《깡패와 소녀》는 2020년에 개봉한 대한민국의 영화이다.

## 캐스팅
- 서제일 : 창식 역
- 한예진 : 아역 소희 역
- 임영서 : 기성 역
- 박가현 : 혜란 역
- 한상경 : 의남 역
- 한예솔 : 하니 역
- 석현철 : 박구 역
- 마백민 : 광필 역
- 임세령 : 성인 소희 역
- 윤이화 : 소현 역
- 손대민 : 경수 역
- 오명훈 : 기아직원 역
- 함천길 : 최 사장 역
- 강민경 : 민경 역
- 오정화 : 동네주민 역
- 정수빈 : 수진 역
- 오지환 : 정민 역
- 부예빈 : 명희 역
- 박채현 : 진미 역
- 이소윤 : 여형사 역
- 박천식 : 동네주민 역
- 천영암 : 형사 역 (특별출연)
- 박흥렬 : 집주인 역 (특별출연)
- 박인영 : 동네주민 역 (특별출연)
- 이이현 : 기동 역 (특별출연)